# Bang or Ball
Bang or Ball è il quinto album in studio del rapper statunitense Mack 10, pubblicato nel 2001.

## Tracce
1. Intro – 0:50
2. Hate In Yo Eyes – 5:13
3. Let the Thugs in the Club (feat. Lil Wayne & B.G.) – 4:54
4. So Serious (feat. Big Tymers & Mikkey) – 5:08
5. Connected For Life (performed by Westside Connection feat. Butch Cassidy) – 4:23
6. Dominoes (Skit) – 0:58
7. That Bitch Is Bad (feat. Mannie Fresh) – 5:03
8. Do The Damn Thing – 5:06
9. King Pin Dream (feat. Mikkey & Baby) – 5:08
10. Work – 4:21
11. No Dick (Skit) – 1:02
12. No Dick At All (feat. Skoop Delania & E-40) – 4:45
13. Mathematics – 4:15
14. Let It Be Known (feat. Scarface & Xzibit) – 4:39
15. Announcement (Skit) – 0:52
16. We Can Never Be Friends (feat. Baby and Lac & Stone) – 5:21
17. Dog About It (feat. B.G.) – 4:55
18. Murder (feat. Turk & Mannie Fresh) – 4:11